# Патрик Конрад
Патрик Конрад (њем. Patrick Konrad; 13. октобар 1991) аустријски је професионални бициклиста који тренутно вози за UCI ворлд тур тим Лидл—трек. Освојио је два пута првенство Аустрије у друмској вожњи и остварио је једну етапну побједу на Тур де Франсу, док је Ђиро д’Италију два пута завршио у првих десет.

## Каријера

### Почетак каријере
Рођен је у Медлингу, гдје је возио за локалне тимове током јуниорске каријере, а 2013. је возећи за аустријски национални тим завршио Тур де л’Авенир на трећем мјесту, иза Рубена Фернандеза и Адама Јејтса. Године 2014. је возећи за тим Гурметфејн—симплон завршио Тур оф Аустрија трку на четвртом мјесту у генералном пласману и освојио је класификацију за најбољег младог возача. У другом дијелу сезоне прешао је у тим Нетап—ендура као приправник, а 2015. године потписао је професионални уговор са тимом, који је промијенио назив у Бора—аргон 18. Током сезоне завршио је Тур де л’Ен на деветом, а Тур оф Оман и Абу Даби тур на десетом мјесту. Године 2016. возио је своју прву гранд тур трку — Тур де Франс, гдје је углавном радио за Петера Сагана, који је остварио три етапне побједе и освојио је класификацију по поенима. Године 2017. завршио је Вуелта а Мурсију на трећем мјесту, Абу Даби тур на десетом, уз освојену спринт класификацију и Вуелта ал Паис Баско на седмом, након чега је возио Ђиро д’Италију по први пут. На етапи 15 остао је у групи са фаворитима до краја и у спринту је завршио на шестом мјесту, док је Ђиро завршио на 16 мјесту у генералном пласману. Крајем сезоне возио је Вуелта а Еспању по први пут, гдје је другу етапу завршио на деветом мјесту у спринту.

### 2018—
Године 2018. завршио је Париз—Ницу на седмом мјесту и Вуелта ал Паис Баско на десетом, након чега је возио Ђиро д’Италију. Четврту етапу завршио је на седмом мјесту у групи фаворита, након чега је осму етапу завршио на осмом мјесту, у групи која је дошла на циљ седам секунди иза Ричарда Карапаза. Етапу 11 завршио је на шестом мјесту, осам секунди иза Сајмона Јејтса и дошао је до деветог мјеста у генералном пласману. На етапи 19, Крис Фрум је напао на успону Коле деле Финестре, на 80 km до циља, што нико није могао да прати; Конрад је отпао и од друге групе и завршио је на деветом мјесту, осам минута иза Фрума. Ђиро је завршио на осмом мјесту у генералном пласману, што му је био најбољи резултат на некој гранд тур трци. У августу је освојио брдску класификацију на Тур де Полоње трци, а у финишу сезоне завршио је Гран при сајклисте де Квебек на петом мјесту у спринту, а побиједио је Мајкл Метјуз.
Године 2019. завршио је Вуелта а Мурсију на четвртом мјесту и Вуелта ал Паис Баско на деветом, док је у јуну Тур де Свис завршио на трећем мјесту, три минута иза Егана Бернала и освојио је првенство Аустрије у друмској вожњи по први пут. У јулу је возио Тур де Франс послије двије године, као један од три лидера, уз Сагана и Емануела Букмана. Током етапа губио је вријеме и касније је радио за Букмана, који је завршио на четвртом мјесту у генералном пласману. Године 2020. циљ му је био да се бори за генерални пласман на Ђиро д’Италији, али је због пандемије ковида 19 сезона прекинута у марту и није могао да тренира како је планирао. Након што је сезона настављена крајем јула, завршио је Сибиу тур на другом мјесту у генералном пласману, минут иза сувозача Грегора Милбергера. У октобру је возио Ђиро д’Италију. Пету етапу је завршио на другом мјесту, одспринтавши групу фаворита која је дошла на циљ 35 секунди иза Филипа Гане. На етапи 13 завршио је на трећем мјесту у спринту групе фаворита, иза Дијега Улисија и Жоаа Алмеиде и дошао је до шестог мјеста у генералном пласману. На етапи 15 отпао је на последњем успону и завршио је на шестом мјесту, минут и по иза Теа Гејган Харта, док је на етапи 18 отпао на успону Пасо дело Стелвио, дугом 25 km, а који је био претпоследњи на етапи; Роан Денис је вукао преко цијелог успона и пратили су га само Гејган Харт и Џај Хиндли. Завршио је етапу на шестом мјесту, четири минута иза Хиндлија, али је напредовао за двије позиције и дошао је до седмог мјеста у генералном пласману. Етапу 20 завршио је на 17 мјесту, два и по минута иза Гејган Харта, али је изгубио преко 20 секунди од Винченца Нибалија и пао је на осмо мјесто. Хронометар на последњој етапи завршио је на 36 мјесту и Ђиро је завршио на осмом мјесту у генералном пласману.
Године 2021. завршио је Тур де ла Провенс на петом и Критеријум ди Дофине на 12 мјесту, након чега је освојио првенство Аустрије у друмској вожњи по други пут. У јулу је возио Тур де Франс, гдје је на почетним етапама изгубио доста времена. На седмој етапи је отишао у бијег, али у финишу није могао да прати напад Матеја Мохорича и завршио је на седмом мјесту. У бијег је отишао и на етапи 14, на којој је Бауке Молема напао на 42 km до циља, што нико није пратио; Конрад и Серхио Игита су се одвојили од групе у покушају да достигну Молему, али је он остварио побједу, док је Конрад одспринтао Игиту и завршио је на другом мјесту. На етапи 16. у бијег су отишла тројица возача, али је касније из главни групе напало још 11 возача, који су достигли водећу тројку на другом успону. На трећем успону, Конрад је напао на преко 30 km до циља и остварио је соло побједу, 40 секунди испред Сонија Колбрелија и добио је награду за најагресивнијег возача на етапи. То му је била прва побједа на гранд тур тркама у каријери, а такође, постао је трећи аустријски возач који је остварио побједу на Тур де Франсу, након Макса Буле 1931. и Георга Точнига 2005. године. До краја трке није ишао у бијег и завршио је на 27 мјесту у генералном пласману. У финишу сезоне завршио је Гран при де Валонија на седмом мјесту у спринту, док је побиједио Кристоф Лапорт. Године 2022. завршио је Тур де Хонгри на осмом мјесту, 50 секунди иза Едија Данбара, док је Критеријум ди Дофине завршио на 12 мјесту. У јулу је возио Тур де Франс, гдје је на неколико етапа ишао у бијег, али није успио да оствари побједу и завршио је на 16 мјесту у генералном пласману. У финишу сезоне завршио је Бемер класик на петом мјесту, четири секунде иза четворочлане групе коју је одспринтао Марко Халер.
Године 2023. завршио је Лијеж—Бастоњ—Лијеж на осмом мјесту и Ешборн—Франкфурт на другом, изгубивши у спринту од Серена Краг Андерсена. У мају је возио Ђиро д’Италију послије двије године и био је један од лидера тима уз Александра Власова и Ленарда Кемну. На почетним етапама је губио вријеме, након чега је ишао у бијег на неколико етапа, али није успио да оствари побједу и трку је завршио на 20 мјесту радећи за Кемну, који је завршио на деветом мјесту у генералном пласману. У јулу је возио Тур де Франс, гдје је лидер тима био Џај Хиндли.

## Приватни живот
Син је бившег тркача на средњим дистанцама и организатора маратона у Бечу — Волфганга Конрада.